# Paatos
Paatos – szwedzka grupa muzyczna utworzona w 2000 roku przez Reine Fiske i Stefana Dimle’a – muzyków zespołu Landberk. Muzykę graną przez Paatos można zaklasyfikować do gatunku progresywnego rocka.

## Skład zespołu
- Petronella Nettermalm – śpiew
- Ricard Huxflux Nettermalm – perkusja
- Stefan Dimle – gitara basowa
- Johan Wallén – instrumenty klawiszowe, instrumenty elektroniczne, syntezatory, melotron
- Peter Nylander – gitara

## Dyskografia
- Perception/Tea (2001, Mellotronen) Singiel
- Timeloss (2002, InsideOut) Album studyjny
- Kallocain (2004, InsideOut) Album studyjny
- Silence of Another Kind (2006, InsideOut) Album studyjny
- Sensors (2007, Mellotronen) Album koncertowy
- Breathing (2011, GlassVille) Album studyjny
- V (2012, GlassVille) Album studyjny[1]